# CEJIS

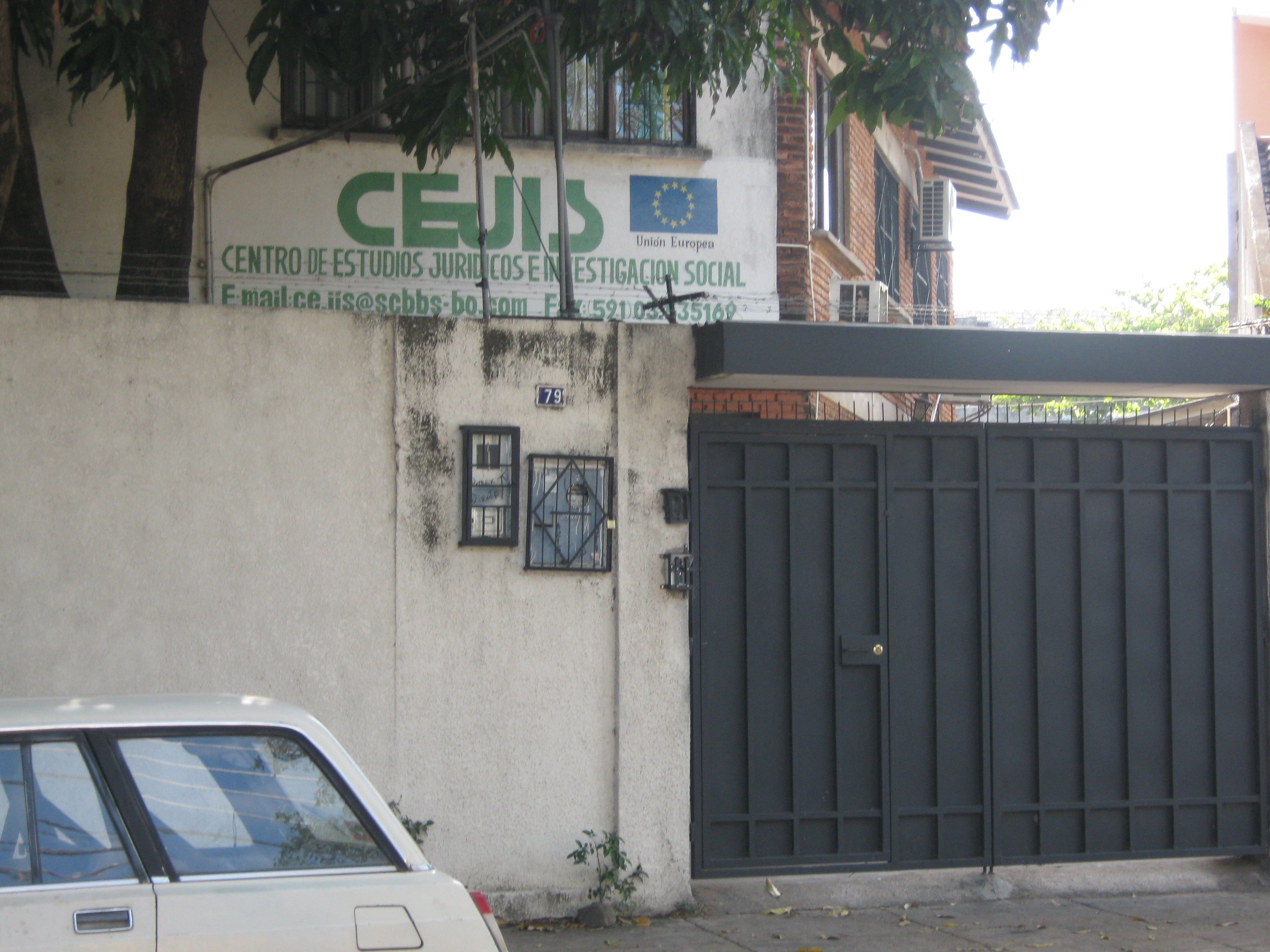
CEJIS-Hauptbüro in Santa Cruz de la Sierra

CEJIS (Centro de Estudios Jurídicos e Investigación Social, dt.: Zentrum für juristische Studien und investigative Sozialforschung) ist eine bolivianische Nichtregierungsorganisation, gegründet 1978 in Santa Cruz de la Sierra. Sie widmet sich dem Schutz der Menschenrechte aus einer sozial-gesellschaftlichen Perspektive. Ihr Hauptarbeitsfeld liegt dabei bei sozialen und ökologischen Konflikten im Tiefland Boliviens.
CEJIS ist Partner des Deutschen Entwicklungsdienstes (DED).

## Arbeitsfeld
Ihrem Selbstverständnis zufolge tritt CEJIS für die „individuellen und kollektiven Rechte aller Männer und Frauen“ und einen „demokratischen und souveränen Staat Bolivien ein, welcher Recht spricht und Vielfalt gewährleistet“.
Um dies zu verwirklichen, arbeitet die Organisation vor allem zu sozial-ökologischen Konflikten (Forstkonflikte, Umweltlizenzen u. a.), Menschenrechtsverletzungen und im Bereich der Landkonflikte. Dabei arbeitet sie hauptsächlich mit Indigenen-Vereinigungen und anderen Basisinitiativen zusammen und unterstützt diese juristisch und organisatorisch.
CEJIS wirkt auch als Think-Tank und veröffentlicht in regelmäßigen Abständen Publikationen zur politischen Lage und gesellschaftlichen Entwicklung in Bolivien.

## CEJIS als politischer Akteur
Seit dem Gesetz zur Argrar-Reform 1994 und auch seit der neuen Verfassung 2009 spielt die Landvergabe eine wichtige Rolle im „sozialen Wandel Boliviens“, angestoßen durch den indigenen Präsidenten Evo Morales. Ziel ist hierbei die Umverteilung ungenutzten Landes und die Vergabe dessen an kleine Dorfgemeinschaften und Verwaltungseinheiten.
CEJIS spielt hier eine wichtige Rolle um diese gesetzlichen Vorgaben in dem eher oligarchem und regierungsfeindlichen Tiefland durchzusetzen. CEJIS hat bis jetzt mehr als 2.353.141 Hektar an 15 indigene Dorfgemeinschaften verteilt.
Die Regierung Boliviens, die sich als „Regierung des sozialen Bewegungen“ sieht, griff schon öfter auf CEJIS-Mitarbeiter bei der Regierungsbildung zurück. So waren beispielsweise Susana Rivero, Ex-Landwirtschaftsministerin und Alfredo Rada, Innenminister, vor ihrem Amtsantritt bei CEJIS tätig.
Aufgrund ihrer personellen und ideellen Nähe zur Regierung ist CEJIS im Tiefland oft Anfeindungen ausgesetzt. In den Unruhen im Herbst 2008 wurde das Büro in Santa Cruz gestürmt und gebrandschatzt, sowie Miguel González, Leiter des CEJIS Regionalbüros von Trinidad von Vermummten mit Schusswaffen angegriffen.